# Silene tachtensis
Silene tachtensis är en nejlikväxtart som beskrevs av Adrien René Franchet. Silene tachtensis ingår i släktet glimmar, och familjen nejlikväxter. Inga underarter finns listade i Catalogue of Life.